# Uragan Katrina
Katrina je ime za uragan koji je krajem kolovoza 2005. pogodio južnu obalu Sjedinjenih Američkih Država.
Nastao je 24. kolovoza 2005. kraj Bahama, a prvi udar na kopno dogodio se kraj Miamija (Florida) kad je jačina uragana bila kategorije 5 na Safir-Simpsonovoj skali za uragane. Tamo je uzrokovao veće poplave i 11 poginulih. Svoj put uragan je nastavio u Meksičkom zaljevu gdje je dobio na snazi. Dana 29. kolovoza Katrina nalijeće na američke države Louisianu i Mississippi s jačinom kategorije 4 (vjetrovi brzine 250 km/h). Uzrokovane su velike štete na priobalnim područjima, a 80% grada New Orleansa potopljeno je. Uragan je također izazvao žrtve i štete u američkim državama Alabami, Tennesseeju, Georgiji i Kentuckyju.
Ukupno je poginulo više od 1.800 ljudi (službene brojke su 1.833 poginulih i 705 nestalih). Procijenjeno je da je to bila najskuplja prirodna katastrofa u SAD-u do tada. Četiri godine kasnije, tisuće stanovnika Mississippija i Louisiane još žive u skloništima i kamp-kućicama.
Katrina je također imala jak utjecaj na okoliš. Olujni val uzrokovao je jaku eroziju obala, u nekim slučajevima potpuno razoravanje obalnih područja. US Geological Survey je procjenio da je 560 km2 kopna pretvoreno u vodenu površinu zbog uragana Katrine i Rite. Ta izgubljena površina bila je mjesto parenja morskih sisavaca, smeđih pelikana, kornjača i ribe, kao i selica poput crvenoglave patke. Oluja je uzrokovala izljevanje nafte iz 44 postrojenja, što je rezultiralo s 26 milijuna litara istečene nafte. Dio nafte je ušao u ekosustav, a grad Meraux je bio poplavljen mješavinom vode i nafte. Nema službenih izvješća o izljevima u more.